# Liste von Namensreaktionen/G
| Entdecker                                                   | Jahr                      | Reagenzien                                                                                 | Kurzbeschreibung | Zielmolekül(e)                    | Quelle                    |
| Gabriel-Colman-Umlagerung                                   | Gabriel-Colman-Umlagerung | Gabriel-Colman-Umlagerung                                                                  | Gabriel-Colman-Umlagerung | Gabriel-Colman-Umlagerung         | Gabriel-Colman-Umlagerung |
| ----------------------------------------------------------- | ------------------------- | ------------------------------------------------------------------------------------------ | --- | --------------------------------- | ------------------------- |
| Siegmund Gabriel, James Colman                              | 1900                      | Maleimidylacetate, Base                                                                    | Umlagerung | Isochinolin-1,4-diole             | [ 1 ]                     |
| Reaktionsschema Gabriel-Colman-Umlagerung                   |                           |                                                                                            | |                                   |                           |
| Gabriel-Reaktion                                            |                           |                                                                                            | |                                   |                           |
| Siegmund Gabriel                                            | 1888                      | Halogenamine, Alkalihydroxide                                                              | Eliminierung von Alkalihalogeniden | cyclische Amine                   | [ 2 ]                     |
| Reaktionsschema (Gabriel-Reaktion)                          |                           |                                                                                            | |                                   |                           |
| Gabriel-Cromwell-Reaktion                                   |                           |                                                                                            | |                                   |                           |
| (Siegmund Gabriel), Norman Cromwell                         | 1943                      | α,β-ungesättigte-α- oder α,β-Bromketone, Amine, Triethylamin                               | Additions-Eliminierungsreaktion | Aziridine                         | [ 3 ]                     |
| Gabriel-Heine-Aziridin-Isomerisierung                       |                           |                                                                                            | |                                   |                           |
| siehe Heine-Reaktion                                        |                           |                                                                                            | |                                   |                           |
| Gabriel-Synthese                                            |                           |                                                                                            | |                                   |                           |
| Siegmund Gabriel                                            | 1887                      | Kaliumphthalimid, Halogenalkane                                                            | Nukleophile Substitution, Hydrolyse | primäre Amine                     | [ 4 ]                     |
| Reaktionsschema Gabriel-Synthese                            |                           |                                                                                            | |                                   |                           |
| Gallagher-Hollander-Abbau                                   |                           |                                                                                            | |                                   |                           |
| Vincent P. Hollander, T. F. Gallagher                       | 1946                      | Alkansäuren, Thionylchlorid, Diazomethan, Salzsäure, Zink, Brom, Pyridin, Chrom(VI)-oxid   | Bildung eines Säurechlorides, Diazotierung, Bildung eines Chlormethylketones, Halogenierung, Eliminierung, Abspaltung von Brenztraubensäure | um 3 C-Atome kürzere Carbonsäuren | [ 5 ]                     |
| Ganem-Oxidation                                             |                           |                                                                                            | |                                   |                           |
| Bruce Ganem                                                 | 1990                      | Alkylhalogenide, Trialkylamin-N-oxide                                                      | Oxidation | Aldehyde                          | [ 6 ]                     |
| Garegg-Samuelsson-Reaktion                                  |                           |                                                                                            | |                                   |                           |
| Per J. Garegg, Bertil Samuelsson                            | 1979                      | Alkohole, Iod, Triphenylphosphin, Imidazol                                                 | Aktivierung, SN2-Reaktion | Organoiodverbindungen             | [ 7 ]                     |
| Garigipati-Reaktion                                         |                           |                                                                                            | |                                   |                           |
| Ravi Garigipati                                             | 1990                      | Nitrile, Methylchloraluminiumamid (Prozedur analog zu Weinreb-Amiden)                      | Addition ans Nitril | Amidine                           | [ 8 ]                     |
| Garst-Spencer-Furananellierung                              |                           |                                                                                            | |                                   |                           |
| Michael E. Garst, Thomas A. Spencer                         | 1973                      | Methylenthioether von Cycloketonen, Trimethylsulfoniumverbindungen, Iod                    | Bildung eines Epoxids, Umlagerung, Desulfonierung                                                                                           | anellierte Furane                 | [ 9 ]                     |
| Gassman-Indolsynthese                                       |                           |                                                                                            | |                                   |                           |
| Paul G. Gassman                                             | 1974                      | Anilin, organische Hypohalogenite, β-Sulfanylcarbonylverbindungen, Base                    | Nukleophile Substitution, Sommelet-Hauser-Umlagerung, intramolekulare Addition, Eliminierung                                                | 3-Thioalkoxyindole                | [ 10 ]                    |
| Reaktionsschema Gassman-Indol-Synthese                      |                           |                                                                                            | |                                   |                           |
| Gassman-Oxindol-Synthese                                    |                           |                                                                                            | |                                   |                           |
| Paul G. Gassman                                             | 1973                      | Aniline, tert-Butylhypochlorit, β-Methylthioester, Base, Raney-Nickel                      | Bildung des N-Chloranilins, nukleophile Substitution, sigmatrope Umlagerung                                                                 | Oxindole                          | [ 11 ]                    |
| Gassman-Reaktion                                            |                           |                                                                                            | |                                   |                           |
| Paul G. Gassman                                             | 1978                      | Aniline, tert-Butylhypochlorit, Thioether, Base, Raney-Nickel                              | Bildung des N-Chloranilins, nukleophile Substitution, intramolekulare Reaktion zum Imin, Eliminierung, Entschwefelung                       | ortho-substituierte Aniline       | [ 12 ]                    |
| Reaktionsschema Gassman-Reaktion                            |                           |                                                                                            | |                                   |                           |
| Gastaldi-Pyrazinsynthese                                    |                           |                                                                                            | |                                   |                           |
| Carlo Gastaldi                                              | 1921                      | α-Oximinoketone, Natriumhydrogensulfit, Kaliumcyanid, Salzsäure                            | Ringschluss | Pyrazine                          | [ 13 ]                    |
| Gattermann-Synthese                                         |                           |                                                                                            | |                                   |                           |
| Ludwig Gattermann                                           | 1898                      | Aromaten, Blausäure, Chlorwasserstoff, Aluminium- oder Zinkchlorid                         | elektrophile aromatische Substitution | aromatische Aldehyde              | [ 14 ]                    |
| Reaktionsschema Gattermann-Synthese                         |                           |                                                                                            | |                                   |                           |
| Gattermann-Adams-Synthese                                   |                           |                                                                                            | |                                   |                           |
| (Ludwig Gattermann), Roger Adams                            | 1923                      | Aromaten, Zinkcyanid, Chlorwasserstoff, Aluminium- oder Zinkchlorid                        | Gattermann-Synthese, bei der Blausäure in situ gebildet wird                                                                                | aromatische Aldehyde              | [ 15 ]                    |
| Gattermann-Koch-Synthese                                    |                           |                                                                                            | |                                   |                           |
| Ludwig Gattermann, Julius Arnold Koch                       | 1897                      | Aromaten, Kohlenstoffmonoxid, Chlorwasserstoff, Aluminium- oder Kupfer(I)-chlorid          | elektrophile aromatische Substitution | aromatische Aldehyde              | [ 16 ]                    |
| Reaktionsschema Gattermann-Koch-Synthese                    |                           |                                                                                            | |                                   |                           |
| Gattermann-Reaktion                                         |                           |                                                                                            | |                                   |                           |
| Ludwig Gattermann                                           | 1890                      | aromatische Diazoniumsalze, Kupfer, Salzsäure                                              | Abspaltung von Stickstoff, radikalische Reaktion auf Oberfläche                                                                             | Halogenaromaten                   | [ 17 ]                    |
| Reaktionsschema Gattermann-Reaktion                         |                           |                                                                                            | |                                   |                           |
| Gaudemar-Normant-Kupplung                                   |                           |                                                                                            | |                                   |                           |
| Marcel Gaudemar, Jean F. Normant                            | 1971/86                   | Allylzinkverbindungen, Vinylmagnesiumhalogenide                                            | Kupplung | 1,1-Dimetallische Nucleophile     | [ 18 ] [ 19 ]             |
| Gewald-Reaktion                                             |                           |                                                                                            | |                                   |                           |
| Karl Gewald                                                 | 1966                      | Ketone/Aldehyde, α-Cyanoester, Schwefel, Base                                              | Knoevenagel-Reaktion, Ringschluss | 2-Amino-thiophene                 | [ 20 ]                    |
| Reaktionsschema Gewald-Reaktion                             |                           |                                                                                            | |                                   |                           |
| Ghosez-Keteniminium-Olefin-Cyclisierung                     |                           |                                                                                            | |                                   |                           |
| Léon Ghosez                                                 | 1974                      | Ketenimine, Alkene                                                                         | [2+2]-Cycloaddition | Cyclobutanone                     | [ 21 ]                    |
| Reaktionsschema Ghosez-Keteniminium-Olefin-Cyclisierung     |                           |                                                                                            | |                                   |                           |
| Ghosez-Cyclisierung                                         |                           |                                                                                            | |                                   |                           |
| Léon Ghosez                                                 | 1988                      | Phenylsulfonyl-Orthobuttersäuretrimethylester, Epoxide, Buthyllithium, Diazabicycloundecen | Deprotonierung, nucleophiler Angriff, Cyclisierung, Abspaltung von Methan, Deprotonierung, Abspaltung der Phenylsulfonylgruppe              | δ-Lactone                         | [ 22 ]                    |
| Reaktionsschema Ghosez-Cyclisierung                         |                           |                                                                                            | |                                   |                           |
| Gibbs-Wohl-Naphthalinoxidation                              |                           |                                                                                            | |                                   |                           |
| Harry Gibbs, Alfred Wohl                                    | 1916/17                   | Naphthalin, Vanadium(V)-oxid, Sauerstoff                                                   | Oxidation des Naphthalins, Rückgewinnung des Vanadium(V)-oxides                                                                             | Phthalsäureanhydrid               | [ 23 ] [ 24 ]             |
| Reaktionsschema Gibbs-Wohl-Naphthalinoxidation              |                           |                                                                                            | |                                   |                           |
| Giese-Reaktion                                              |                           |                                                                                            | |                                   |                           |
| Bernd Giese                                                 | 1979                      | freie Kohlenstoff-Radikale, Alkene                                                         | radikalische Addition | Knüpfung einer C-C-Bindung        | [ 25 ]                    |
| Gif-Reaktion (Gif-Barton-Katalyse)                          |                           |                                                                                            | |                                   |                           |
| Derek Barton                                                | 1983                      | Kohlenwasserstoffe, Peroxid, Pyridin/Essigsäure-Lösung, Eisen-Kataysator                   | Oxidation | Ketone                            | [ 26 ]                    |
| Gilman-Cason-Ketonsynthese                                  |                           |                                                                                            | |                                   |                           |
| Henry Gilman, James Cason                                   | 1936                      | Carbonsäurechloride, Alkyl-/Arylcadmiumverbindungen                                        | radikalische Additionsreaktion | Ketone                            | [ 27 ] [ 28 ]             |
| Reaktionsschema Gilman-Cason-Ketonsynthese                  |                           |                                                                                            | |                                   |                           |
| Gilman-Moore-Reaktion                                       |                           |                                                                                            | |                                   |                           |
| Henry Gilman, Leonard O. Moore                              | 1957                      | 2-Aminophenol, 2-Aminophenolhydrochlorid                                                   | Cyclisierung unter Abspaltung von Ammoniumchlorid und Wasser                                                                                | Phenoxazin                        | [ 29 ]                    |
| Reaktionsschema Gilman-Moore-Reaktion                       |                           |                                                                                            | |                                   |                           |
| Gilman-Speeter-Reaktion                                     |                           |                                                                                            | |                                   |                           |
| Henry Gilman, Merrill E. Speeter                            | 1943                      | α-halogenierte Carbonsäureester, Zink, Imine                                               | Bildung eines Reformatzki-Reagenzes, Cyclisierung                                                                                           | β-Lactame                         | [ 30 ]                    |
| Reaktionsschema Gilman-Speeter-Reaktion                     |                           |                                                                                            | |                                   |                           |
| Gilman-van-Ess-Synthese                                     |                           |                                                                                            | |                                   |                           |
| Henry Gilman, Paul R. van Ess                               | 1933                      | Carbonsäuren, Lithiumalkylverbindungen, Säure                                              | Deprotonierung, nucleophiler Angriff, Hydrolyse                                                                                             | Ketone                            | [ 31 ]                    |
| Reaktionsschema Gilman-van-Ess-Synthese                     |                           |                                                                                            | |                                   |                           |
| Glaser-Kupplung                                             |                           |                                                                                            | |                                   |                           |
| Carl Glaser                                                 | 1869                      | terminale Alkine, Kupfer(I)-chlorid, Sauerstoff                                            | Kupplungsreaktion | 1,3-Diine                         | [ 32 ]                    |
| Reaktionsschema Glaser-Kupplung                             |                           |                                                                                            | |                                   |                           |
| Gogte-Synthese                                              |                           |                                                                                            | |                                   |                           |
| C. R. Gogte                                                 | 1938                      | β-substituierte Glutaconsäureanhydride, Carbonsäurechloride                                | Acetylierung, Abspaltung von CO2 | 2-Pyrone                          | [ 33 ]                    |
| Goldberg-Reaktion                                           |                           |                                                                                            | |                                   |                           |
| siehe Jourdan-Ullmann-Goldberg-Synthese                     |                           |                                                                                            | |                                   |                           |
| Gomberg-Bachmann-Reaktion                                   |                           |                                                                                            | |                                   |                           |
| Moses Gomberg, Werner Bachmann                              | 1924                      | Aryldiazoniumsalze, Aromat, Base                                                           | radikalische Kupplung | Biaryle                           | [ 34 ]                    |
| Reaktionsschema Gomberg-Bachmann-Reaktion                   |                           |                                                                                            | |                                   |                           |
| Gomberg-Bachmann-Pinakolsynthese                            |                           |                                                                                            | |                                   |                           |
| Moses Gomberg, Werner Bachmann                              | 1927                      | Aromatische Aldehyde/Ketone, Magnesium, Magnesiumiodid                                     | radikalische Reduktion und Kupplung | Pinakole                          | [ 35 ]                    |
| Gomberg-Radikalreaktion                                     |                           |                                                                                            | |                                   |                           |
| Moses Gomberg                                               | 1900                      | Triphenylchlormethan, Zink/Silber                                                          | Ein-Elektron-Übertragung mit Chloridabspaltung                                                                                              | Triphenylmethan-Radikal           | [ 36 ]                    |
| Reaktionsschema Gomberg-Radikalreaktion                     |                           |                                                                                            | |                                   |                           |
| Gosteli-Claisen-Umlagerung                                  |                           |                                                                                            | |                                   |                           |
| J. Gosteli                                                  | 1972                      | 2-Alkoxycarbonyl-substituierte Allylvinylether                                             | Claisen-Umlagerung | α-Ketoester                       | [ 37 ]                    |
| Gould-Jacobs-Reaktion                                       |                           |                                                                                            | |                                   |                           |
| R. Gordon Gould, Walter A. Jacobs                           | 1939                      | Aniline, Arylmalonsäureester                                                               | Kondensation, Cyclisierung | 4-Hydroxychinoline                | [ 38 ]                    |
| Reaktionsschema Gould-Jacobs-Reaktion                       |                           |                                                                                            | |                                   |                           |
| Graebe-Ullmann-Synthese                                     |                           |                                                                                            | |                                   |                           |
| Carl Graebe, Fritz Ullmann                                  | 1896                      | ortho-Aminodiphenylamine, salpetrige Säure                                                 | Diazotierung, Cyclisierung zum Triazol, N2-Abspaltung, radikalische Umlagerung, Cyclisierung                                                | Carbazole                         | [ 39 ]                    |
| Reaktionsschema Graebe-Ullmann-Synthese                     |                           |                                                                                            | |                                   |                           |
| Graham-Reaktion                                             |                           |                                                                                            | |                                   |                           |
| W. H. Graham                                                | 1965                      | Amidine, Natriumhypochlorit/-bromit                                                        | Oxidation | Diaziridine                       | [ 40 ]                    |
| Gränacher-Synthese                                          |                           |                                                                                            | |                                   |                           |
| Ch. Gränacher                                               | 1922                      | Aldehyde, Rhodanin, Base                                                                   | Aldol-Kondensation, Reaktion mit Base | Thionsäuren                       | [ 41 ]                    |
| Grandberg-Tryptaminsynthese                                 |                           |                                                                                            | |                                   |                           |
| I. I. Grandberg                                             | 1974                      | Arylhydrazine, γ- oder δ-Halocarbonylverbindungen                                          | Kondensation, Cyclisierung, Umlagerung, Cyclisierung                                                                                        | Tryptamine                        | [ 42 ]                    |
| Grewe-Cyclisierung                                          |                           |                                                                                            | |                                   |                           |
| Rudolf Grewe                                                | 1948                      | N-Benzyloctahydroisochinoline, Säure                                                       | Cyclisierung | Benzo[c]azepine                   | [ 43 ]                    |
| Gribble-Aminierung                                          |                           |                                                                                            | |                                   |                           |
| Gordon W. Gribble                                           | 1974                      | Indole, Natriumborhydrid/Natriumcyanoborhydrid, Essigsäure                                 | Reduktion | Indoline                          | [ 44 ]                    |
| Reaktionsschema Gribble-Aminierung                          |                           |                                                                                            | |                                   |                           |
| Gribble-Reduktion von Diarylketonen und -diarylalkoholen    |                           |                                                                                            | |                                   |                           |
| Gordon W. Gribble                                           | 1977/78                   | Diarylketone/Diarylalkohole, Natriumborhydrid, Trifluoressigsäure                          | Reduktion | Diarylmethane                     | [ 45 ] [ 46 ]             |
| Grieco-Eliminierung (Grieco-Sharpless-Eliminierung)         |                           |                                                                                            | |                                   |                           |
| Paul Grieco                                                 | 1976                      | Alkohole, o-Nitrophenylselenocyanat, Tributylphosphin, Wasserstoffperoxid                  | nucleophile Substitution mit Selenid-Bildung, Oxidation zum Selenoxid, Eliminierung                                                         | Alkene                            | [ 47 ]                    |
| Reaktionsschema Grieco-Eliminierung                         |                           |                                                                                            | |                                   |                           |
| Griesbaum-Coozonolyse                                       |                           |                                                                                            | |                                   |                           |
| Karl Griesbaum                                              | 1995                      | O-Methylketoxime, Ketone, Ozon                                                             | Spaltung der C-N-Doppelbindung unter Bildung Methylnitrit und einem Carbonyloxid, Cyclisierung                                              | 1,2,4-Trioxolane                  | [ 48 ]                    |
| Reaktionsschema Griesbaum-Coozonolyse                       |                           |                                                                                            | |                                   |                           |
| Griess-Diazoreaktion                                        |                           |                                                                                            | |                                   |                           |
| Peter Griess                                                | 1879                      | Aniline, Distickstofftrioxid, Salpetersäure                                                | Diazotierung | Diazoniumsalze                    | [ 49 ]                    |
| Grignard-Abbau                                              |                           |                                                                                            | |                                   |                           |
| Wilhelm Steinkopf (so benannt wegen des Reagenzes)          | 1934                      | polyhalogenierte Verbindungen, Magnesium                                                   | Bildung des Grignard-Reagenzes, Hydrolyse                                                                                                   | Abspaltung eines Halogen-Atoms    | [ 50 ]                    |
| Reaktionsschema Grignard-Abbau                              |                           |                                                                                            | |                                   |                           |
| Grignard-Reaktion                                           |                           |                                                                                            | |                                   |                           |
| Victor Grignard                                             | 1900                      | Carbonylverbindungen, Grignard-Verbindungen                                                | Nukleophile Addition an der Carbonyl-Gruppe, Hydrolyse                                                                                      | Aufbau von C-C-Einfachbindungen   | [ 51 ]                    |
| Reaktionsschema Grignard-Reaktion                           |                           |                                                                                            | |                                   |                           |
| Grignard-Reduktion                                          |                           |                                                                                            | |                                   |                           |
| Victor Grignard                                             |                           | sterisch gehinderte Grignard-Verbindungen, Ketone                                          | cyclische Reaktion unter Alken-Bildung (Nebenreaktion der Grignard-Reaktion)                                                                | Alkohole                          |                           |
| Reaktionsschema Grignard-Reduktion                          |                           |                                                                                            | |                                   |                           |
| Grob-Fragmentierung                                         |                           |                                                                                            | |                                   |                           |
| Cyril A. Grob                                               | 1955                      | längere aliphatische Ketten                                                                | Fragmentierung in mehrere Teile | Kation, Alken, Anion              | [ 52 ]                    |
| Reaktionsschema Grob-Fragmentierung                         |                           |                                                                                            | |                                   |                           |
| Groebke-Blackburn-Bienaymé-Reaktion                         |                           |                                                                                            | |                                   |                           |
| Katrin Groebke, Christopher Blackburn, Hugues Bienaymé      | 1998                      | Isonitrile, Aldehyde, Amidine, Säure                                                       | Mehrkomponentenreaktion | Aminoimidazole                    | [ 53 ] [ 54 ] [ 55 ]      |
| Grosheintz-Fischer-Reissert-Aldehydsynthese                 |                           |                                                                                            | |                                   |                           |
| Jean M. Grosheintz, Hermann O. L. Fischer, Arnold Reissert  | 1941                      | Carbonsäurechloride, Cyanwasserstoff, Chinolin, Benzol (Lösungsmittel)                     | Reissert-Reaktion, saure Hydrolyse | Aldehyde                          | [ 56 ]                    |
| Reaktionsschema Grosheintz-Fischer-Reissert-Aldehydsynthese |                           |                                                                                            | |                                   |                           |
| Grovenstein—Zimmermann-Umlagerung                           |                           |                                                                                            | |                                   |                           |
| Erling Grovenstein, Howard Zimmerman                        | 1957                      | 1-Halogen-2,2-diarylethan/2,2,2-triarylethan, Alkalimetall                                 | 1,2-sigmatrope Umlagerung | 1,2,2-Triarylethen                | [ 57 ] [ 58 ]             |
| Grubbs-Metathese                                            |                           |                                                                                            | |                                   |                           |
| siehe Alkenmetathese                                        |                           |                                                                                            | |                                   |                           |
| Grubbs-Cyclisierung                                         |                           |                                                                                            | |                                   |                           |
| Robert Grubbs                                               | 1992                      | terminale Alkene, Schrock- oder Grubbs-Katalysator                                         | Ringschließende Metathese | ungesättigte Macrocyclen          | [ 59 ]                    |
| Grundmann-Aldehydsynthese                                   |                           |                                                                                            | |                                   |                           |
| Christoph Grundmann                                         | 1931                      | Carbonsäurechloride, Diazomethan, Essigsäure, Aluminiumtriisopropylat, Blei(IV)-acetat     | Diazotierung, Veresterung, Reduktion zum Glycol, Spaltung                                                                                   | Aldehyde                          | [ 60 ]                    |
| Reaktionsschema Grundmann-Aldehydsynthese                   |                           |                                                                                            | |                                   |                           |
| Gryszkiewicz-Trochimowski-Mccombie-Fluorierung              |                           |                                                                                            | |                                   |                           |
| E. Gryszkiewicz‐Trochimowski, Hamilton McCombie             | 1946/47                   | Chlorcarbonsäureester, Kaliumfluorid                                                       | Fluorierung, nukleophile Substitution | Fluorcarbonsäureester             | [ 61 ] [ 62 ]             |
| Guareschi-Thorpe-Kondensation (Guareschi-Reaktion)          |                           |                                                                                            | |                                   |                           |
| Icilio Guareschi, Jocelyn Field Thorpe                      | 1896, 1904                | Acetessigsäureester, Cyanoessigsäureester                                                  | Kondensation | Pyridine                          | [ 63 ] [ 64 ]             |
| Reaktionsschema Guareschi-Thorpe-Kondensation               |                           |                                                                                            | |                                   |                           |
| Guerbet-Reaktion                                            |                           |                                                                                            | |                                   |                           |
| Marcel Guerbet                                              | 1899                      | Alkohole, Alkoxide                                                                         | Aldolkondensation, Cannizzaro-Reaktion | längerkettige Alkohole            | [ 65 ]                    |
| Guillemonat-Sharpless-Allyloxidation                        |                           |                                                                                            | |                                   |                           |
| A. Guillemonat, Barry Sharpless                             | 1939/72                   | Alkene, Selendioxid                                                                        | Oxidation | Allylakohole                      | [ 66 ] [ 67 ]             |
| Gustavson-Reaktion (Freund-Gustavson-Reaktion)              |                           |                                                                                            | |                                   |                           |
| Gawriil Gawriilowitsch Gustawson                            | 1887                      | 1,3-Dihalogenpropan, Zink                                                                  | Freund-Reaktion | Cyclopropan                       | [ 68 ]                    |
| Reaktionsschema Gustavson-Reaktion                          |                           |                                                                                            | |                                   |                           |
| Gutknecht-Pyrazinsynthese                                   |                           |                                                                                            | |                                   |                           |
| H. Gutknecht                                                | 1879                      | α-Aminoketone, Sauerstoff                                                                  | Kondensation, Dehydrierung | Pyrazine                          | [ 69 ]                    |
| Reaktionsschema Gutknecht-Pyrazinsynthese                   |                           |                                                                                            | |                                   |                           |
| Guy-Lemaire-Guette-Reaktion                                 |                           |                                                                                            | |                                   |                           |
| Alain Guy, Marc Lemaire, Jean-Paul Guetté                   | 1980                      | Phenole/Naphthole, Hexahalocyclohexadien                                                   | Halogenierung | o- oder p-Halogenphenole          | [ 70 ]                    |